# Бордо (футбольный клуб)
«Жиронде́н де Бордо́», или просто «Бордо́», (фр. Football Club des Girondins de Bordeaux, французское произношение: [ʒiʁɔ̃dɛ̃ də bɔʁdo]) — французский футбольный клуб из одноимённого города. Спортивное общество было основано 1 октября 1881 года, футбольная секция появилась в 1919 году. «Бордо» становился чемпионом Франции шесть раз (в 1950, 1984, 1985, 1987, 1999 и 2009 годах) и четыре раза выигрывал Кубок Франции. Долгое время домашней ареной клуба был стадион «Шабан-Дельмас». С сезона 2015/16 по 2023/24 клуб выступал на стадионе «Матмют Атлантик» (также известном как «Стад де Бордо»). Летом 2024 года из-за финансовых проблем клуб был лишён профессионального статуса и переведён в Насьональ 2 (четвёртый дивизион).

## История

### Основание и ранние годы
Спортивное общество SGTG (Société de Gymnastique et de Tir des Girondins) было основано в Бордо в 1881 году и объединяло секции по разным видам спорта. Попытка создать футбольную секцию в начале XX века не увенчалась успехом. Футбол в городе начал развиваться позже, и в 1919 году была создана футбольная секция «Жирондистов», объединившая несколько местных команд. Цветами клуба стали тёмно-синие футболки и белые трусы. Первый официальный матч команда, носившая тогда неофициальное название Girondins de Bordeaux, провела в 1920 году против команды Section Burdigalienne и проиграла со счётом 0:12.
Позже в городе существовали две команды, получившие профессиональный статус и выступавшие во втором дивизионе: Sporting Club de la Bastidienne и Club Deportivo Espagnol de Bordeaux. В сезоне 1934/35 они объединились в клуб FC Hispano-Bastidienne. Однако объединённая команда заняла последнее место в лиге.
2 июля 1936 года произошло слияние двух других клубов: Girondins Guyenne Sport и Bordeaux Football Club. Новый клуб получил название Girondins de Bordeaux FC. В мае 1937 года команда выиграла чемпионат Франции среди любителей и получила профессиональный статус, что позволило ей осенью 1937 года дебютировать во втором дивизионе Франции.

### Период Второй мировой войны
В 1938 году «Бордо» принимал матчи чемпионата мира по футболу на новом стадионе «Стад дю Парк Лескюр» (позже переименованном в «Шабан-Дельмас»). Перед сезоном 1939/40 состав «Бордо» был усилен, в том числе легионерами. Однако начало Второй мировой войны привело к отмене регулярных соревнований. Во время войны чемпионат Франции проводился в разделённых зонах. «Бордо» выиграл турнир в юго-западной группе. После оккупации Бордо немецкими войсками в мае 1940 года футбольные матчи продолжали проводиться. 25 мая 1941 года «Бордо» выиграл Кубок Франции (так называемый «Кубок военного времени»), победив в финале клуб «Фив» из Лилля. Это был первый значимый трофей в истории клуба.

### Послевоенные годы и первое чемпионство
После окончания войны «Бордо» продолжал выступать во втором дивизионе до весны 1949 года, когда команде удалось выйти в первый дивизион. Уже в следующем сезоне 1949/50 под руководством тренера Андре Жерара «Бордо» впервые стал чемпионом Франции, опередив «Лилль» на шесть очков.
В последующие годы клуб несколько раз был близок к новым титулам, но занимал вторые места в чемпионате (1951/52, 1964/65, 1965/66, 1968/69) и проигрывал в финалах Кубка Франции (1952, 1955, 1964, 1968, 1969). В 1960-е годы команда под руководством Сальвадора Артигаса применяла оборонительную тактику, но значительных успехов это не принесло. После ухода Артигаса в клубе сменилось несколько тренеров. В этот период в команде появился Ален Жиресс, ставший впоследствии одним из ключевых игроков клуба и сборной Франции.

### Эпоха Клода Беза и Эме Жаке (1980-е)
В конце 1970-х клуб находился в нижней части таблицы. Ситуация начала меняться с приходом в 1978 году нового президента Клода Беза, который реорганизовал управление клубом и привлёк инвестиции. В феврале 1980 года главным тренером был назначен Эме Жаке. Под его руководством «Бордо» пережил один из самых успешных периодов в своей истории. Клуб трижды становился чемпионом Франции (1983/84, 1984/85, 1986/87) и дважды выигрывал Кубок Франции (1985/86, 1986/87).
В составе «Бордо» в те годы выступали такие известные игроки, как Ален Жиресс, Жан Тигана, Бернар Лякомб, Мариус Трезор, Патрик Баттистон, Доминик Дропси, Жан-Марк Феррери, Жозе Туре, братья Златко и Зоран Вуйовичи. Команда демонстрировала атакующую игру и добивалась успехов как на национальной, так и на европейской арене. В сезоне 1984/85 «Бордо» дошёл до полуфинала Кубка европейских чемпионов, где уступил «Ювентусу». В сезоне 1986/87 команда достигла полуфинала Кубка обладателей кубков, уступив «Локомотиву» из Лейпцига.
Сезон 1986/87 ознаменовался первым в истории клуба «золотым дублем» — победой в чемпионате и Кубке Франции. Однако после этого успеха начался постепенный спад. В 1986 году Ален Жиресс перешёл в «Олимпик Марсель», что стало неожиданностью для болельщиков.

### Спад, возвращение и новые успехи (1990-е — 2000-е)
В 1989 году команду покинул Эме Жаке, а в 1990 году — президент Клод Без, которому позже были предъявлены обвинения в финансовых махинациях. По итогам сезона 1990/91 клуб из-за финансовых проблем был административно переведён во второй дивизион.
«Бордо» вернулся в элиту через год под руководством тренера Роллана Курбиса и при финансовой поддержке бизнесмена Алена Аффлелу. В 1990-е годы в команде играли будущие чемпионы мира 1998 года Биксант Лизаразю и Кристоф Дюгарри, а также Зинедин Зидан. В сезоне 1995/96 «Бордо» дошёл до финала Кубка УЕФА, где уступил мюнхенской «Баварии» (0:2, 1:3). После этого успеха лидеры команды (Зидан, Лизаразю, Дюгарри) покинули клуб.
Тем не менее, «Бордо» оставался одной из ведущих команд Франции. В сезоне 1998/99 под руководством тренера Эли Бопа клуб в пятый раз стал чемпионом страны. В 2002 году «Бордо» впервые выиграл Кубок французской лиги, победив в финале «Лорьян» со счётом 3:0 благодаря голам Паулеты (дубль) и Камеля Мериема.
После нескольких менее удачных сезонов, в середине 2000-х начался новый подъём. Под руководством бразильского тренера Рикардо Гомеса команда заняла второе место в сезоне 2005/06. В 2007 году команду возглавил Лоран Блан. С ним «Бордо» выиграл Кубок лиги (2007, 2009), Суперкубок Франции (2008, 2009) и стал чемпионом Франции в сезоне 2008/09. Ключевыми игроками того периода были Йоанн Гуркюфф, Маруан Шамах, Седрик Каррассо, Алу Диарра.

### Последние годы, финансовый кризис и потеря статуса
После ухода Блана в 2010 году результаты команды стали менее стабильными. В сезоне 2012/13 «Бордо» в четвёртый раз выиграл Кубок Франции. Однако в чемпионате клуб чаще всего занимал места в середине таблицы.
Финансовые трудности начали нарастать в конце 2010-х годов. По итогам сезона 2021/22 «Бордо» занял последнее место в Лиге 1 и вылетел во Лигу 2. Летом 2022 года Национальный директорат по контролю за управлением (DNCG) первоначально принял решение о переводе клуба в Насьональ (третий дивизион) из-за финансовых нарушений, но после апелляции клубу удалось сохранить место в Лиге 2.
В сезоне 2022/23 «Бордо» боролся за возвращение в Лигу 1, но занял 3-е место. Сезон 2023/24 команда завершила на 12-м месте в Лиге 2. Летом 2024 года клуб вновь столкнулся с серьёзными финансовыми проблемами. DNCG принял решение о переводе «Бордо» в Насьональ. Вскоре после этого владелец Жерар Лопес объявил, что клуб не сможет выполнить требования для выступления в Насьональ, расторг контракты с профессиональными игроками и отказался от профессионального статуса. В результате Федерация футбола Франции перевела клуб в Насьональ 2 (четвёртый по силе дивизион) на сезон 2024/25.

## Стадион
До 2015 года основной домашней ареной клуба был стадион «Шабан-Дельмас», расположенный в Бордо. Он был открыт в 1938 году под названием «Стад дю Парк Лескюр» и принимал матчи чемпионата мира по футболу 1938 года и чемпионата мира 1998 года. В 2001 году стадион был переименован в честь Жака Шабан-Дельмаса, бывшего мэра Бордо и премьер-министра Франции. Вместимость арены составляла около 34 700 зрителей. Особенностью стадиона была конструкция крыши трибун без поддерживающих колонн, мешающих обзору поля. На стадионе также проводились матчи по регби, включая игры чемпионата мира по регби 2007 года.
В мае 2015 года был открыт новый стадион — «Матмют Атлантик» (коммерческое название, также известен как «Стад де Бордо»). Его вместимость составляет около 42 000 зрителей. Стадион был построен к чемпионату Европы по футболу 2016 года, который проходил во Франции, и принял пять матчей турнира. «Бордо» проводил здесь домашние матчи с сезона 2015/16 по сезон 2023/24.

## Достижения

### Национальные
- Чемпионат Франции
  - Чемпион (6): 1949/50, 1983/84, 1984/85, 1986/87, 1998/99, 2008/09
  - Вице-чемпион (9): 1951/52, 1964/65, 1965/66, 1968/69, 1982/83, 1987/88, 1989/90, 2005/06, 2007/08
- Кубок Франции
  - Обладатель (4): 1940/41, 1985/86, 1986/87, 2012/13
  - Финалист (6): 1942/43, 1951/52, 1954/55, 1963/64, 1967/68, 1968/69
- Кубок Французской лиги
  - Обладатель (3): 2001/02, 2006/07, 2008/09
  - Финалист (3): 1996/97, 1997/98, 2009/10
- Суперкубок Франции
  - Обладатель (3): 1986, 2008, 2009

### Международные
- Кубок УЕФА / Лига Европы УЕФА
  - Финалист: 1995/96
- Кубок Интертото
  - Победитель: 1995
- Кубок Альп
  - Обладатель: 1980
  - Финалист: 1972
- Латинский кубок
  - Финалист: 1950

## Состав
|  | Флаг Франции | Вр  | Лассана Диабате | 2003 |  |  |  |  |  |
|  | Флаг Франции | Вр  | Овер Манданда   | 1998 |  |  |  |  |  |
|  |              |     |                 |      |  |  |  |  |  |
|  | Флаг Франции | Защ | Поль Байсс      | 1988 |  |  |  |  |  |
|  | Флаг Франции | Защ | Натанаэль Бе    | 1999 |  |  |  |  |  |
|  | Флаг Франции | Защ | Жан Грийо       | 2005 |  |  |  |  |  |
|  | Флаг Франции | Защ | Адриен Луво     | 2000 |  |  |  |  |  |
|  | Флаг Франции | Защ | Нассим Ранем    | 2002 |  |  |  |  |  |
|  | Флаг Франции | Защ | Омар Сане       | 1999 |  |  |  |  |  |
|  | Флаг Франции | Защ | Дрисс Тришар    | 1995 |  |  |  |  |  |
|  | Флаг Франции | Защ | Нама Фофана     | 1990 |  |  |  |  |  |
|  | Флаг Франции | Защ | Секу Фофана     | 1996 |  |  |  |  |  |
|  | Флаг Комор   | Защ | Гленн Юнусс     | 2004 |  |  |  |  |  |
|  |              |     |                 |      |  |  |  |  |  |
|  | Флаг Туниса  | ПЗ  | Иссам Бен-Хемис | 1996 |  |  |  |  |  |

|  | Флаг Франции  | ПЗ  | Нолан Бонт         | 2004 |  |  |  |  |  |
|  | Флаг Франции  | ПЗ  | Н'Фамади Диаби     | 1998 |  |  |  |  |  |
|  | Флаг Франции  | ПЗ  | Жюна Зукколотто    | 2003 |  |  |  |  |  |
|  | Флаг Франции  | ПЗ  | Рио Мавюба         | 1984 |  |  |  |  |  |
|  | Флаг Франции  | ПЗ  | Висси Ндонг        | 2006 |  |  |  |  |  |
|  |               |     |                    |      |  |  |  |  |  |
|  | Флаг Франции  | Нап | Жереми Грен        | 1994 |  |  |  |  |  |
|  | Флаг Сенегала | Нап | Папе Массар Джитте | 2003 |  |  |  |  |  |
|  | Флаг Франции  | Нап | Янис Мерджи        | 1993 |  |  |  |  |  |
|  | Флаг Франции  | Нап | Малори Нок         | 1998 |  |  |  |  |  |
|  | Флаг Франции  | Нап | Ноа Рамон          | 2005 |  |  |  |  |  |
|  | Флаг Сенегала | Нап | Малик Сек          | 1990 |  |  |  |  |  |
|  | Флаг Франции  | Нап | Хамиду Ямеого      | 2002 |  |  |  |  |  |

## Личные достижения игроков «Бордо»

### Чемпионы Европы
Следующие футболисты становились чемпионами Европы, являясь игроками «Бордо»:

| - Патрик Баттистон — 1984 - Ален Жиресс — 1984 - Жан Тигана — 1984 - Бернар Лякомб — 1984 | - Тьерри Тюссо — 1984 - Сильвен Вильтор — 2000 - Жоан Мику — 2000 - Кристоф Дюгарри — 2000 | - Ульриш Раме — 2000 |

### Чемпионы мира
Следующие футболисты становились чемпионами мира, являясь игроками «Бордо»:
- Марсио Сантос — 1994

### 100 легенд Футбольной лиги
Следующие футболисты «Бордо» были включены в список 100 легенд Футбольной лиги:
- Эрик Кантона

### Футболист года во Франции
Следующие футболисты «Бордо» становились футболистами года во Франции:

| - Ален Жиресс — 1982, 1983 - Жан Тигана — 1984 | - Сильвен Вильтор — 1999 - Йоанн Гуркюфф — 2009 |

### ФИФА 100
Следующие футболисты игравшие за «Бордо» числятся в списке ФИФА 100:

| - Дидье Дешам - Зинедин Зидан - Эрик Кантона | - Жан-Пьер Папен - Мариус Трезор |

## Тренеры клуба
| №  | Тренер             | Годы      |
| -- | ------------------ | --------- |
| 1  | Бенито Диас        | 1937-1943 |
| 2  | Сантьяго Урцуберия | 1943      |
| 3  | Юджин Стерн        | 1943      |
| 4  | Оскар Сагъеро      | 1943-1945 |
| 5  | Морис Баньян       | 1945-1947 |
| 6  | Андре Жерар        | 1947-1955 |
| 7  | Сантьяго Урцуберия | 1957      |
| 8  | Камилль Либар      | 1957-1960 |
| 9  | Сальвадор Артигас  | 1960-1967 |
| 10 | Жан-Пьер Бакрим    | 1967-1969 |
| 11 | Пьер Данжел        | 1969-1970 |
| 12 | Андре Жерар        | 1970-1972 |
| 13 | Пьер Фелипон       | 1972-1974 |
| 14 | Андре Мено         | 1974-1976 |
| 15 | Кристиан Монтес    | 1976-1978 |
| 16 | Луис Карниглия     | 1978-1980 |
| 17 | Раймон Гуталс      | 1980      |

| №  | Тренер          | Годы      |
| -- | --------------- | --------- |
| 18 | Эме Жаке        | 1980-1989 |
| 19 | Дидье Коку      | 1989      |
| 20 | Раймон Гуталс   | 1989-1990 |
| 21 | Гернот Рор      | 1990      |
| 22 | Жерар Жили      | 1990-1991 |
| 23 | Гернот Рор      | 1991-1992 |
| 24 | Роллан Курбис   | 1992-1994 |
| 25 | Тони            | 1994-1995 |
| 26 | Эрик Жори       | 1995      |
| 27 | Славолюб Муслин | 1995—1996 |
| 28 | Гернот Рор      | 1996      |
| 29 | Роллан Курбис   | 1996—1997 |
| 30 | Ги Стефан       | 1997—1998 |
| 31 | Эли Боп         | 1998—2003 |
| 32 | Мишель Павон    | 2003—2005 |
| 33 | Эрик Бедуэ      | 2005      |
| 34 | Рикардо Гомес   | 2005—2007 |

| №  | Тренер            | Годы       |
| -- | ----------------- | ---------- |
| 35 | Лоран Блан        | 2007—2010  |
| 36 | Жан Тигана        | 2010—2011  |
| 37 | Эрик Бедуэ        | 2011       |
| 38 | Франсис Жийо      | 2011—2014  |
| 39 | Вилли Саньоль     | 2014—2016  |
| 40 | Ульриш Раме       | 2016       |
| 41 | Жослен Гурвеннек  | 2016—2018  |
| 42 | Густаво Пойет     | 2018—2018  |
| 43 | Рикардо Гомес     | 2018—2019  |
| 44 | Паулу Соуза       | 2019—2020  |
| 45 | Жан-Луи Гассе     | 2020—2021  |
| 46 | Владимир Петкович | 2021—2022  |
| 47 | Давид Гион        | 2021—2023  |
| 48 | Альберт Рьера     | 2023—2024  |
| 49 | Брюно Ирлес       | 2024—н. в. |

## Рекорды

### Игроки с наибольшим количеством матчей
| №  | Игрок                | Период    | Матчи |
| -- | -------------------- | --------- | ----- |
| 1  | Ален Жиресс          | 1970—1986 | 592   |
| 2  | Ульриш Раме          | 1997—2011 | 525   |
| 3  | Жан-Кристоф Тувенель | 1979—1991 | 490   |
| 4  | Рене Гальяр          | 1945—1958 | 439   |
| 5  | Гернот Рор           | 1977—1989 | 430   |
| 6  | Эдуард Каргулевич    | 1947—1958 | 402   |
| 7  | Марк Планю           | 2002—2015 | 381   |
| 8  | Ярослав Плашил       | 2009—2019 | 367   |
| 9  | Патрик Баттистон     | 1980—1987 | 345   |
| 10 | Жан Тигана           | 1981—1989 | 328   |

### Лучшие бомбардиры
| №  | Игрок                        | Период               | Голы | Матчи | Голов/матч |
| -- | ---------------------------- | -------------------- | ---- | ----- | ---------- |
| 1  | Ален Жиресс                  | 1970—1986            | 182  | 592   | 0,31       |
| 2  | Эдуард Каргулевич            | 1947—1958            | 158  | 402   | 0,39       |
| 3  | Бернар Лякомб                | 1979—1987            | 138  | 319   | 0,43       |
| 4  | Лоран Робуши                 | 1959—1967            | 130  | 298   | 0,44       |
| 5  | Педру Паулета                | 2000—2003            | 91   | 130   | 0,70       |
| 6  | Ламбертус де Хардер Йоханнес | 1949—1954            | 90   | 141   | 0,64       |
| 7  | Дидье Куэку                  | 1963—1969, 1974—1976 | 89   | 234   | 0,38       |
| 8  | Маруан Шамах                 | 2002—2010            | 76   | 301   | 0,25       |
| 9  | Эктор Де Бургуэн             | 1964—1969            | 72   | 159   | 0,45       |
| 10 | Ласлан Лилиан                | 1997—2001, 2004—2007 | 70   | 236   | 0,30       |

## Форма

### Домашняя
| 2010/11 | 2011/12 | 2012/13 | 2013/14 | 2014/15 | 2015/16 | 2016/17 | 2017/18 | 2018/19 | 2019/20 | 2020/21 |
| 2021/22 | 2022/23 | 2023/24 | 2024/25 |         |         |         |         |         |         |         |

### Гостевая
| 2010/11 | 2011/12 | 2012/13 | 2013/14 | 2014/15 | 2015/16 | 2016/17 | 2017/18 | 2018/19 | 2019/20 | 2020/21 |
| 2021/22 | 2022/23 | 2023/24 | 2024/25 |         |         |         |         |         |         |         |

Источники:,